# ドロースト (兵器)

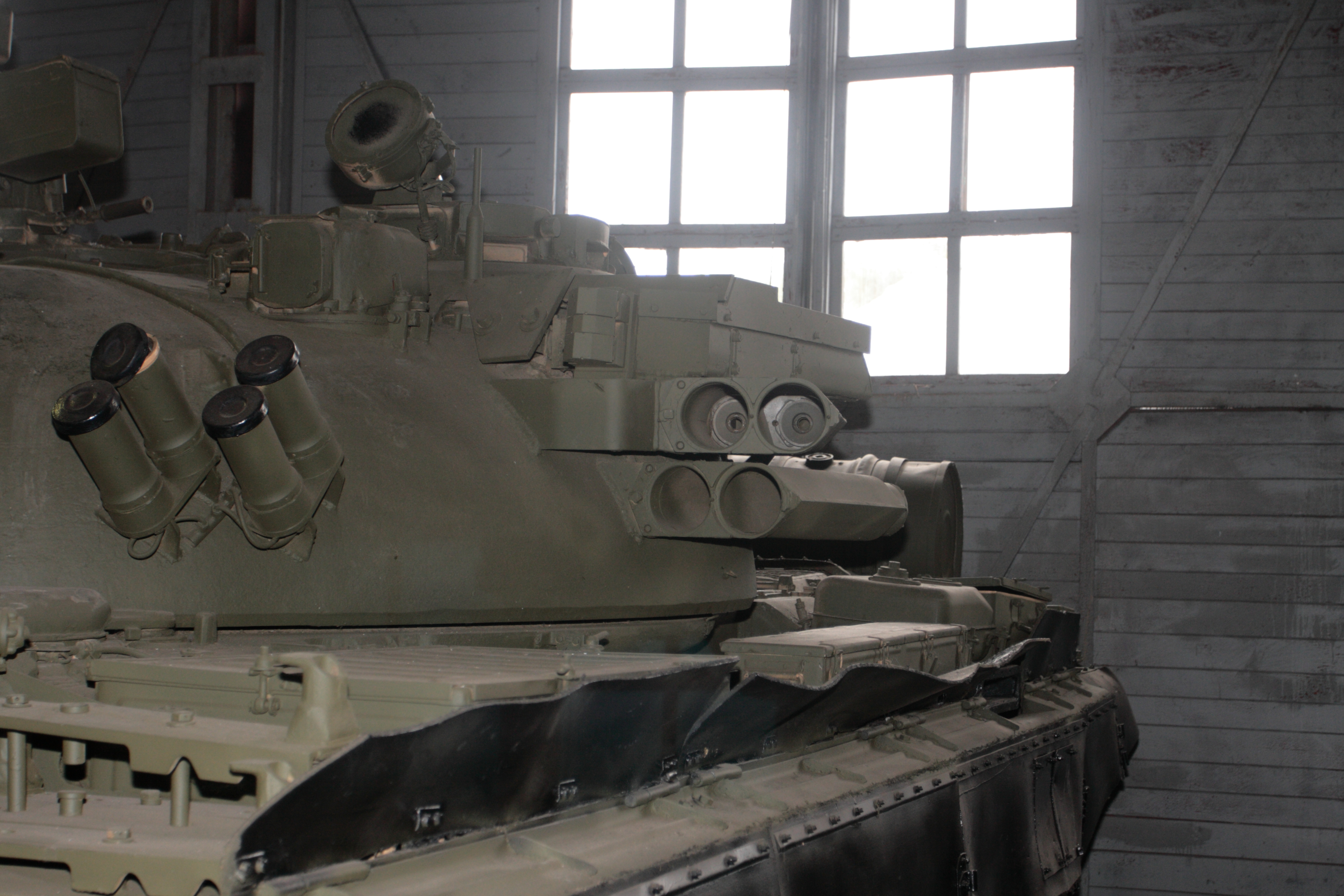
ドローストAPSを装備したT-55AD。クビンカ戦車博物館収蔵品。

ドロースト （ロシア語: Дрозд、ロシア語でツグミの意）とは、対戦車ミサイルやRPGに対する戦車の防御能力を高めるために設計されたソビエト連邦のアクティブ防護システム (active protection system, APS) である。このシステムは世界最初の実用的なアクティブ防護システムであると考えられており、製造は1977年から1978年にかけてA. Shipunovの率いるKBP設計局、「Kompleks 1030M-01」により行われた。
ドローストは、24.5GHzのドップラー・レーダーを使用して70-700メートル毎秒の速度で飛来する弾頭を探知する。対象となる脅威（対戦車ミサイルなど）よりも高速な小口径火器などの飛翔体に対しては作動しないようになっている。コンピュータが、107mmの投射体を撃ち出すタイミングを決定する。弾頭が7mの距離まで接近したとき、ドローストの破片型弾頭が起爆し、飛来する弾頭を破壊するために重量3gのスラッグを散乱させる。ドローストのシステムは比較的複雑なもので、レーダー装置と砲塔の両側面に2基の発射管を必要とし、また大型の電装品パッケージを砲塔後方に装備した。
ドローストの一つの欠点は、砲塔の前面方向60度の角度のみを防御することだった。装備価格はおよそ3万USドルであり、アフガニスタンでは飛来するRPGの80%を迎撃することに成功したが、装甲車両から下車戦闘を行うために散開した歩兵に対し、大きすぎる副次的な損害を負わせることが判明した。
ソ連地上軍では計画が放棄されたものの、1981年から1982年にかけ、ソ連海軍歩兵部隊は旧式化したT-55戦車250両の防護能力増強のために開発計画を続行した。より新型のT-72は揚陸用として寸法と重量上問題があり、ドローストの開発費用1億7千万ドルは新型戦車の開発よりも安価についた。これらの戦車はウクライナのリヴィウにある戦車改修工場でT-55Mへとアップグレードされ、ドローストを標準装備し、機密保持のために軍事倉庫に保管された。改修を受けた戦車はT-55AD、もしくは新型のV-46エンジンを搭載した場合T-55AD1と呼称された。ドローストAPSは後により単純なコンタークト5爆発反応装甲へと代替された。
ドローストは、中国と中東のどこかの国（明らかにされていない）に少数が輸出された。その後、製造は終了した。ドロースト-2システムはより多数の投射体発射管を装備し、120度の防御範囲を持つよう開発が進められた。この装置はT-80U主力戦車への搭載が企図されていた。より洗練されたオールラウンドなアクティブ防護システムはアレーナ・アクティブ防護システムである。